# 错爱一生
《错爱一生》是一部中国家庭伦理题材电视剧，于2004年5月拍摄，2005年6月3日在中国中央电视台电视剧频道首播，至2010年共在央视各频道播出15次。 本剧描写了关于两个出身地位悬殊的女婴被调包后的故事，韩雪饰演命运比较悲苦但生性善良的“陈想南”，温峥嵘则饰演个性乖戾而自私的“顾忆罗”。2005年11月27日，《错爱一生》的姊妹篇《错爱一生2》(《明天我不是羔羊》)也开机拍摄。

## 剧情
中国文革末期，未婚先孕的知青顾家慧与农妇凤姑同日生下一女，家慧产后逝世。凤姑因托孤之请一路行讨来到上海，见到了顾家慧的母亲，但顾母因被批斗也自顾不暇，没有要回女儿的骨肉。不久文革结束，顾家劫后余生，重振门庭，顾母亲自来到山村接回外甥女，但本性善良的风姑却一念之差用自己的女儿顶替。然后她终不能心安再次来到上海欲告之真相，但反被顾家误会，从此两个女孩的命运就此倒转，更是引发了一连串扑朔迷离，悬疑诡谲的故事。
凤姑的丈夫陈金鹏好逸恶劳，刑满释放后依然赌性难改，虽受顾家厚赠但仍贪心不足。他来到上海顾家欲行勒索，不料碰上生女忆罗，混乱下他误伤了小忆罗而被警察拘留。然而他使诈逃逸又错手杀了老警察，从此亡命天涯，而警察大路立下誓言定要捉他归案……顾母为弥补亡女之爱，对忆罗宠上加宠，然而忆罗得知自己实非顾家之后受到严重的心理打击，性情也变的诡秘冷酷，她通过写恐怖小说来宣泄心中的不安，同时她与舅母苏苏也势同水火……
而顾家慧真正的女儿陈想南与患病的凤姑相依为命，日子过的十分艰苦，幸好有郎中老关伯的关爱，她从小就以稚嫩的肩膀挑起了生活的重担。后为给母亲治病，也为了寻找儿时邂逅的上海大哥哥马奔，她孤身来到上海打工求学。一番周折之下，她竟然来到顾家做佣女，因其性情容貌像极逝去的顾家慧，又加上性格勤劳聪慧，想南深得顾家上下的喜欢。然而顾忆罗对她有莫名的嫉恨，对想南百般羞辱，千般刁难，然而想南皆隐忍大都视之，更令顾忆罗愤怒……一次盛大的生日宴会，顾忆罗倾心于出身寒门的马奔，然而马奔十分怀念儿时的小妹妹（想南），对忆罗的求爱反应十分冷漠……

## 演员
- 韩　雪 饰 陈想南、顾家慧
- 温峥嵘 饰 顾忆罗
- 贾一平 饰 马　奔
- 陶泽如 饰 陈金鹏
- 郑振瑶 饰 外　婆（邱婉默）
- 赵有亮 饰 诗人罗尔
- 夏力薪 饰 苏　苏
- 萨日娜 饰 凤　姑
- 孙思瀚 饰 顾家豪
- 李　立 饰 涂小震
- 叶　萌 饰 刘　妈
- 陈　越 饰 小想南
- 郭晓婷 饰 小忆罗
- 封佳奇 饰 小马奔
- 牛　犇 饰 德　旺

## 影响
在央视八套播出后引发了收视热潮，这部片子探讨关于人与人之间的情感、思想道德的碰撞尤其吸引了中老年女性观众，两个女孩错位的命运这让观众嗟叹不已。也有观众认为该剧套路太多、巧合成堆、人物夸张、性格简单，但本剧依然取得2005年度上半年CCTV8的收视冠军，自6月在央视八套黄金档首播之后，收视率一度攀升达到6.66%，收视份额达到18.09%，创下央视8套所有黄金档电视剧中播出第一的纪录，直到2007年，本剧更创造在央视重播10次的记录，至2010年重播次数达到15次，可见本剧的受欢迎程度。剧中主演韩雪也因此人气飙升，获得《南方盛典》“最具魅力女演员奖”。
本剧热播后，有些观众认为剧情和韩国电视剧《蓝色生死恋》以及泰国电视剧《凤凰血》高度雷同，编剧涉嫌抄袭。但剧方和其他观众认为影视剧作品本来就源于生活故事的提炼，自然会有“共鸣”之处，而且两剧想表达的灵魂是不一样的。

## 播出信息
| 中国CCTV3 (周一到周日 16:02-18:30三集连播) | 中国CCTV3 (周一到周日 16:02-18:30三集连播) | 中国CCTV3 (周一到周日 16:02-18:30三集连播) |
| ------------------------------------------ | ------------------------------------------ | ------------------------------------------ |
|                                            | 错爱一生 (2010年10月30日-11月5日)          |                                            |
| 女人村庄 (2010年10月27日-10月29日)         | 爱有多深 (2010年11月5日-)                  |                                            |